# Yoshinari Ogawa
 (mai 2022).
Pour les articles homonymes, voir Ogawa.
Yoshinari Ogawa (小川 良成, Ogawa Yoshinari) est un catcheur japonais de la Pro Wrestling Noah. Avec le surnom de "Rat Boy".

## Carrière

### All Japan Pro Wrestling
Ogawa est l'une des tops stars de la junior heavyweight division de la All Japan Pro Wrestling  des années 90, remportant les ceintures junior heavyweight championship 3 fois, la première fois face à Dan Kroffat le 10 septembre 1995. Aussi champion par équipe avec son mentor, Mitsuharu Misawa. Ogawa quitte la AJPW en 2000.

### Pro Wrestling Noah
Il suit son mentor Mitsuharu Misawa lors de la création de la Pro Wrestling Noah et fait ses débuts lors de Departure avec Daisuke Ikeda et Masahito Kakihara pour battre Satoru Asako, Takao Omori et Yoshihiro Takayama. Le 4 avril 2002, il bat Jun Akiyama et remporte le GHC Heavyweight Championship. le 7 avril 2002. Il refait équipe avec Mitsuharu Misawa et remporte les ceintures GHC Tag Team Championship le 19 octobre 2001 en battant les premiers champions Vader et 2 Cold Scorpio, le 30 novembre 2001. Ils perdent ensuite les ceintures face à Takao Ōmori & Yoshihiro Takayama. Le 10 janvier 2004, ils battent Yuji Nagata et Hiroshi Tanahashi pour les ceintures une seconde fois.
Le 7 décembre, lui et Zack Sabre, Jr. battent Jushin Thunder Liger et Tiger Mask et remportent les GHC Junior Heavyweight Tag Team Championship. Le 8 mars 2014, ils conservent leur titres contre Choukibou-gun (Hajime Ohara et Kenoh). Le 21 mars, ils perdent les titres contre Atsushi Kotoge et Taiji Ishimori. Le 12 avril, ils battent Atsushi Kotoge et Taiji Ishimori et remportent pour la deuxième fois les GHC Junior Heavyweight Tag Team Championship. Le 5 juillet, ils perdent les titres contre Atsushi Kotoge et Taiji Ishimori.
Lors de Great Voyage 2015 In Yokohama, lui et Zack Sabre, Jr. perdent contre Suzuki-gun (El Desperado et Taka Michinoku) et ne remportent pas les GHC Junior Heavyweight Tag Team Championship.

#### Stinger (2018–...)
Le 24 février 2019, lui et Kotarō Suzuki battent Back Breakers (Hajime Ohara et Hitoshi Kumano) et remportent les GHC Junior Heavyweight Tag Team Championship.
Le 4 janvier 2020, il bat Hayata et remporte le GHC Junior Heavyweight Championship.
Lors de The Spirit 2020, il perd le titre contre Kotarō Suzuki,. Par la suite, Suzuki lui demande de faire équipe avec lui afin de se battre pour les GHC Junior Heavyweight Tag Team Championship, ce que Ogawa accepte.
Le 9 mai, durant le match pour les GHC Junior Heavyweight Tag Team Championship contre RATEL'S (HAYATA et Yo-Hey), HAYATA se retourne contre Yo-Hey, joignant Suzuki et Ogawa pour reformer Stinger,. Le lendemain, lui et HAYATA battent RATEL'S (Tadasuke et Yo-Hey) pour remporter les vacants GHC Junior Heavyweight Tag Team Championship, ce qui signifie que Stinger détient les deux championnats Juniors Heavyweight de la Noah. Le 11 octobre, ils perdent les titres contre Momo no Seishun Tag (Atsushi Kotoge et Daisuke Harada).
Le 31 mai, ils perdent les titres contre Daisuke Harada et Hajime Ohara. Lors de The Best 2021, ils battent Los Perros del Mal de Japón (Eita et Nosawa Rongai) et remportent les GHC Junior Heavyweight Tag Team Championship pour la troisième fois.
Le 29 avril, lui et Chris Ridgeway battent Atsushi Kotoge et Yo-Hey et remportent les GHC Junior Heavyweight Tag Team Championship,. Le 4 mai, ils se font attaqué par Yuya Susumu et Seiki Yoshioka, qui les défient ensuite à un match pour les GHC Junior Heavyweight Tag Team Championship avec HAYATA se rangeant du côté de Susumu et Yoshioka.
Le 7 juin, lui, Seiki Yoshioka et Yuya Susumu battent Los Perros del Mal de Japón (Eita, Kotarō Suzuki et Nosawa Rongai) et remportent les Open the Triangle Gate Championship de la Dragon Gate. Le lendemain, ils perdent les titres contre Daisuke Harada, Atsushi Kotoge et Yo-Hey.
Le 3 septembre, lui et Chris Ridgeway conservent les GHC Junior Heavyweight Tag Team Championship contre Los Perros del Mal de Japón (Eita et Kotarō Suzuki). Le 25 septembre, ils perdent leur titres contre Atsushi Kotoge et Seiki Yoshioka.
Lors de NOAH The New Year, lui et Eita battent Kzy et Yo-Hey et remportent les GHC Junior Heavyweight Tag Team Championship.

## Palmarès
- All Japan Pro Wrestling
  - 1 fois AJPW All Asia Tag Team Championship avec Mitsuharu Misawa
  - 1 fois AJPW World Tag Team Championship avec Mitsuharu Misawa
  - 3 fois AJPW World Junior Heavyweight Championship

- Dragon Gate
  - 1 fois Open the Triangle Gate Championship avec Seiki Yoshioka et Yuya Susumu

- Pro Wrestling Noah
  - 1 fois GHC Heavyweight Championship
  - 1 fois GHC Junior Heavyweight Championship
  - 2 fois GHC Tag Team Championship avec Mitsuharu Misawa
  - 9 fois GHC Junior Heavyweight Tag Team Championship avec Zack Sabre, Jr. (2), Minoru Tanaka (1), Kotarō Suzuki (1), HAYATA (3), Chris Ridgeway (1) et Eita (1)
  - Global Junior Heavyweight Tag League (2019) avec Kotarō Suzuki

## Récompenses des magazines
- Pro Wrestling Illustrated

| Année | 2000 | 2001 | 2002 | 2003 | 2004 à 2005 | 2006 | 2007 | 2008 à 2021 | 2022 |
| ----- | ---- | ---- | ---- | ---- | ----------- | ---- | ---- | ----------- | ---- |
| Rang  | 133  | 216  | 63   | 311  | Non classé  | 282  | 103  | Non classé  | 412  |

| # | Résultat | Adversaire                                                             | Évènement                               | Date            | Durée | Lieu                 | Notes |
| - | -------- | ---------------------------------------------------------------------- | --------------------------------------- | --------------- | ----- | -------------------- | --- |
| 1 | Défaite  | Tsuyoshi Kikuchi et Kenta Kobashi                                      | AJPW Summer Action Series 1992 - Tag 2  | 5 juillet 1992  | 30:42 | Korakuen Hall, Tokyo | Dans un Tag Team Match où il fait équipe avec Masanobu Fuchi pour les AJPW All Asia Tag Team Championship.                                  |
| 2 | Défaite  | Super Generation Army (Jun Akiyama, Kenta Kobashi et Mitsuharu Misawa) | AJPW Summer Action Series 1993 - Tag 1  | 2 juillet 1993  | 25:36 | Korakuen Hall, Tokyo | Dans un Six Man Tag Team Match où il fait équipe avec Toshiaki Kawada et Akira Taue.                                                        |
| 3 | Défaite  | Burning (Jun Akiyama et Kenta Kobashi)                                 | AJPW October Giant Series 1999 - Tag 11 | 23 octobre 1999 | 27:25 | Nagoya, Aichi,       | Dans un Tag Team Match où il fait équipe avec Mitsuharu Misawa pour les AJPW World Tag Team Championship dont ils détiennent les ceintures. |